# D6
Система D6 (D6 System) — это универсальная ролевая игровая система, опубликованная в 1996 году West End Games.
Своё название система получила в честь игрального кубика, использующегося в системе для всех бросков.

## Игромеханика

### Описание персонажей
Персонажи в системе D6 описываются атрибутами и навыками. Атрибуты, как принято, показывают врождённые способности персонажа, а навыки — его приобретённые умения. Навыки связаны с атрибутами. Единого списка атрибутов в системе нет, а их состав может значительно отличаться в разных играх.
Количественной мерой атрибутов и навыков служат кубы и точки. Кубы определяют количество бросаемых кубов (размер дайспула), а точки (pips, значение 1 или 2) служат статичным модификатором. Чем больше у атрибута или навыка кубов и точек, тем компетентнее в нём персонаж.

### Ход игры
Успешность действий персонажей определяется броском соответствующего дайспула (например 4D, что значит четыре куба). Система различает стандартные и противопоставленные проверки. При стандартной проверке выпавшее у персонажа значение сравнивается со сложностью, установленной ведущим; при противопоставленной проверке кубы кидают противостоящие персонажи, и побеждает выбросивший наибольшее число.
Один из кубов в броске является козырным (wild). Если на нём при броске выпадает 6, то куб взрывается и можно его кинуть еще раз при сохранении результата, причём пока на кубе выпадает 6, его можно перебрасывать снова и снова. Этот же куб служит для определения критических провалов: если в начальном броске на нём выпадает 1, то куб бросается ещё раз, и выпавшее значение вычитается из итога. Если и в этот раз выпала 1, то действие персонажа заканчивается критическим провалом (что при этом происходит определяет ГМ).
Чтобы увеличить вероятность успеха, игроки могут использовать очки персонажа и очки судьбы. Трата одного очка персонажа позволяет добавить к броску козырной куб, на котором невозможно выкинуть критический провал. Очки судьбы более ценны, но трата одного из них позволяет удвоить дайспул действия.

### Варианты механики
Описанный выше вариант механики считается классическим.
В The Legend System, используемой в Hercules & Xena и DC Universe Roleplaying Game, выпавшие значения на кубах не суммировались, а подсчитывалось число успехов, за которые считался куб с 3 и выше.
В Star Wars Live Action Adventure Game и Star Wars Miniatures Game использовался лишь один куб, а значения атрибута и навыка являлись модификаторами к нему.

## История игры

### Ранние игры West End Games
Предтечей системы D6 является настольная ролевая игра Ghostbusters: A Frightfully Cheerful Roleplaying Game, разработанная игроделами из Chaosium Сэнди Питерсеном, Линном Уиллисом и Грегом Стаффордом и вышедшая в WEG в 1986 году.
В следующем, 1987 году, Грег Костикян, Кёртис Смит и Билл Славичек переработали элементы правил Ghostbusters для создания ролевой игры по вселенной Star Wars. Игра оказалась весьма успешной: по ней вышло свыше 140 книг, и выпускался журнал The Star Wars Adventure Journal.

### Игры, основанные на D6
В 1996 году WEG выпустила книгу The D6 System: The Customizable Roleplaying Game (автор Джордж Стрейтон), которая была первым изданием WEG, не связанным с конкретной лицензией. Вариант системы в книге во многом напоминал другие универсальные игры, такие как FUDGE и GURPS, позволяя настройку атрибутов и навыков в зависимости от игрового мира.
За книгой правил последовало дополнение Indiana Jones Adventures (переработка сеттинга, системой правил которого до этого был MasterBook и ролевая игра Men in Black RPG по одноимённому фильму.
Последней игрой на основе системы D6, выпущенной West End Games до банкротства, стала Hercules & Xena Roleplaying Game. Из-за банкротства компании неопубликованной осталась ролевая игра по сериалу «Stargate SG-1».

### Период Humanoids Publishing
После объявления банкротства WEG была поглощена французским издательством Yeti, дочерней компанией Humanoids Publishing.
К этому моменту большая часть лицензий WEG была разорвана, однако реорганизованная компания смогла получить у издательства комиксов DC Comics права на издание игры по их супергероической вселенной. Вышедшая в 1999 и поддерживаемая до 2001 года игры называлась DC Universe Roleplaying Game.
В этот период выходят ролевая игра Metabarons по одноимённой графической новелле, издаваемой Humanoids Publishing, и игра Psibertroopers от Рона Фикла и Скотта Палтера (бывшего издателя WEG), ставшая первым сторонним продуктом, основанным на D6.
Humanoids начала выпуск и электронных версий прошлых книг от WEG в формате PDF, сконвертировав часть из них под D6 System в процессе. Вышла PDF-версия Shatterzone Universe Guide, содержащая раннюю версию правил D6 Space. Тогда же издана первая PDF-версия фэнтезийного варианта системы D6 Adventure.

### Период Purgatory Publishing
В ноябре 2003 года, вскоре после выхода PDF-версии D6 Adventure, лицензии WEG поменяли владельца ещё раз. Новый издатель, Purgatory Publishing, перевыпустил игру в виде трёх отдельных книг правил в жёсткой обложке.
Книги правил, автором которых выступила Николь Вртис, представляли из себя самостоятельные игры, в каждой из которых, несмотря на общую систему, использовались отличающиеся атрибуты, выборы навыков, списки оснащения и системы сверхспособностей.
Расширенная версия PDF-издания D6 Adventure охватывала приключения на диком западе, палп, шпионаж, уличных супергероев и другие игры по современности или близким к ней периодам. D6 Space, имеющая много общего с предыдущей линейкой игр по Star Wars, описывала игры по космической опере и киберпанку. D6 Fantasy предназначалась для игр по фэнтези и исторической авантюре.
В этот же период выходит основанная на лицензированной системе D6 супергероическая ролевая игра Godsend Agenda от Khepera Publishing.
В августе 2009 West End Games выпустила большую часть текста книги правил D6 System (серии 51000) под лицензией OGL 1.0, объявлявшей их открытыми. В этом же году вышла игра Билла Коффина Septimus, ставшая первой книгой, изданной по OpenD6.

## Книги
- The D6 System: Customazible Roleplaying Game
- D6 Fantasy
- D6 Fantasy Creatures
- D6 Fantasy Locations
- D6 Adventure
- D6 Adventure Locations
- D6 Space
- D6 Space Ships